# NWA United States Heavyweight Championship (Central States version)
L'NWA United States Heavyweight Championship (Central States version) è stato un titolo di wrestling promosso dai territori della National Wrestling Alliance (NWA) attivi nella zona dell'Iowa.
Il titolo fu attivo dal 1961 al 1970, quando fu ritirato e sostituito nel territorio dal NWA Central States Heavyweight Championship.

## Storia
Il titolo fa parte di una serie di riconoscimenti con lo stesso nome promossi dai territori della NWA. La zona degli stati centrali, nonostante una prima versione del titolo attiva fin dal 1958, iniziò a fregiarsi di una nuova versione del riconoscimento dal 1961, quando al meeting annuale della National Wrestling Alliance Pat O'Connor ne fu riconosciuto come campione inaugurale. 
Il titolo rimase attivo e promosso stabilmente per tutta la durata degli anni '60, venendo ritirato nel 1970 quando fu gradualmente sostituito nel territorio dal NWA Central States Heavyweight Championship. 

## Albo d'oro
| Legenda  |                                                                               |
| -------- | ----------------------------------------------------------------------------- |
| #        | Indica il numero del regno titolato                                           |
| Regno    | Viene indicato il numero del regno del campione                               |
| Data     | La data in cui il titolo è stato vinto                                        |
| Località | Indica il luogo in cui il titolo è stato vinto                                |
| Note     | Indica notizie particolari riguardanti i cambi di titolo o altre informazioni |

| #  | Campione       | Regno | Data             | Giorni | Località           | Evento     | Note | Fonti |
| -- | -------------- | ----- | ---------------- | ------ | ------------------ | ---------- | --- | ----- |
| 1  | Pat O'Connor   | 1     | 24 agosto 1961   | 563    | Toronto, Ontario   | --         | O'Connor fu riconosciuto come campione inaugurale durante il meeting annuale della National Wrestling Alliance. Perse un incontro titolato contro Hans Schmidt il 6 luglio 1962, ma il cambio di titolo fu riconosciuto solo in Carolina del Nord. Questa versione del titolo ebbe vita breve, terminando il 16 agosto successivo, quando O'Connor sconfisse Schmidt terminando immediatamente il nuovo titolo. |       |
| 2  | Bob Orton Sr.  | 1     | 10 marzo 1963    | --     | Cedar Rapids, Iowa | House show | Durante questo regno Sonny Myers è stato brevemente promosso come detentore del titolo ad Atchinson, in Kansas, nel luglio 1963. |       |
| 3  | Pat O'Connor   | 2     | agosto 1963      | --     | --                 | House show | |       |
| 4  | Larry Hamilton | 1     | ottobre 1963     | --     | --                 | House show | |       |
| —  | Vacante        | —     | 18 gennaio 1964  | —      | —                  | —          | Il titolo fu reso vacante in seguito ad un finale controverso di una difesa titolata contro Sonny Myers. |       |
| 5  | Larry Hamilton | 2     | 1 febbraio 1964  | 98     | Waterloo, Iowa     | House show | In uno spareggio per riassegnare il titolo, sconfiggendo Myers. |       |
| 6  | Sonny Myers    | 1     | 9 maggio 1964    | 42     | Waterloo, Iowa     | House show | Il 12 giugno 1964 Myers sconfisse The Stomper, conquistando anche la versione del Missouri, che smise di essere promossa nei mesi seguenti. |       |
| 7  | Bob Geigel     | 1     | 20 giugno 1964   | 119    | Waterloo, Iowa     | House show | |       |
| 8  | Bob Orton Sr.  | 2     | 17 ottobre 1964  | 14     | Waterloo, Iowa     | House show | |       |
| 9  | Don Slatton    | 1     | 31 ottobre 1964  | 21     | Waterloo, Iowa     | House show | |       |
| 10 | Larry Hamilton | 3     | 21 novembre 1964 | 7      | Waterloo, Iowa     | House show | |       |
| 11 | Tom Clark      | 1     | 28 novembre 1964 | 35     | --                 | --         | Clark vinse il titolo a tavolino dopo aver rotto il braccio ad Hamilton in un incontro tenutosi il giorno precedente. |       |
| 12 | Sonny Myers    | 2     | 2 gennaio 1965   | --     | Waterloo, Iowa     | House show | |       |
| 13 | Tom Clark      | 2     | gennaio 1965     | --     | --                 | House show | |       |
| 14 | Sonny Myers    | 3     | 31 gennaio 1965  | 14     | Cedar Rapids, Iowa | House show | |       |
| 15 | Larry Hamilton | 4     | 14 febbraio 1965 | --     | Waterloo, Iowa     | House show | |       |
| —  | Vacante        | —     | marzo 1965       | —      | —                  | —          | Il titolo fu reso vacante per motivi non noti. |       |
| 16 | Bobby Shane    | 1     | 21 marzo 1965    | 28     | Waterloo, Iowa     | House show | In uno spareggio per riassegnare il titolo, sconfiggendo Larry Hamilton. |       |
| 17 | Larry Hamilton | 5     | 18 aprile 1965   | --     | Waterloo, Iowa     | House show | |       |
| —  | Vacante        | —     | giugno 1965      | —      | —                  | —          | Il titolo fu reso vacante per motivi non noti. |       |
| 18 | Larry Hamilton | 6     | 10 luglio 1965   | 7      | Waterloo, Iowa     | House show | In un torneo per riassegnare il titolo vacante, sconfiggendo in finale Ron Etchison. |       |
| 19 | Ron Etchison   | 1     | 17 luglio 1965   | 28     | Waterloo, Iowa     | House show | |       |
| 20 | The Stomper    | 1     | 14 agosto 1965   | 112    | Waterloo, Iowa     | House show | |       |
| 21 | Bobby Shane    | 2     | 4 dicembre 1965  | 62     | Waterloo, Iowa     | House show | |       |
| 22 | Bob Brown      | 1     | 5 febbraio 1966  | 42     | Cedar Rapids, Iowa | House show | |       |
| 23 | Bobby Shane    | 3     | 19 marzo 1966    | 8      | Waterloo, Iowa     | House show | |       |
| 24 | The Viking     | 1     | 27 marzo 1966    | 189    | Cedar Rapids, Iowa | House show | |       |
| 25 | Pat O'Connor   | 3     | 2 ottobre 1966   | 237    | Cedar Rapids, Iowa | House show | |       |
| 26 | Jack Donovan   | 1     | 27 maggio 1967   | 105    | Waterloo, Iowa     | House show | |       |
| 27 | Ron Etchison   | 2     | 9 settembre 1967 | 35     | Waterloo, Iowa     | House show | |       |
| 28 | Jack Donovan   | 2     | 14 ottobre 1967  | 29     | Waterloo, Iowa     | House show | |       |
| 29 | Ron Etchison   | 3     | 12 novembre 1967 | 126    | Cedar Rapids, Iowa | House show | |       |
| 30 | Stan Pulaski   | 1     | 17 marzo 1968    | 13     | Waterloo, Iowa     | House show | |       |
| 31 | Ron Etchison   | 4     | 30 marzo 1968    | 14     | Waterloo, Iowa     | House show | |       |
| 32 | Stan Pulaski   | 2     | 13 aprile 1968   | 43     | Waterloo, Iowa     | House show | |       |
| 33 | Ron Etchison   | 5     | 26 maggio 1968   | 62     | Cedar Rapids, Iowa | House show | |       |
| 34 | Roger Kirby    | 1     | 27 luglio 1968   | 35     | Waterloo, Iowa     | House show | |       |
| 35 | Eddie Sharkey  | 1     | 31 agosto 1968   | 35     | Waterloo, Iowa     | House show | |       |
| 36 | Ron Etchison   | 6     | 5 ottobre 1968   | 35     | Waterloo, Iowa     | House show | |       |
| 37 | Dick Murdoch   | 1     | 9 novembre 1968  | 91     | Waterloo, Iowa     | House show | |       |
| —  | Vacante        | —     | 8 febbraio 1969  | —      | —                  | —          | Il titolo fu reso vacante in seguito ad un finale controverso di una difesa titolata contro Earl Maynard. |       |
| 38 | Dick Murdoch   | 2     | 15 febbraio 1969 | 119    | Waterloo, Iowa     | House show | VIncendo uno spareggio per riassegnare il titolo vacante contro Maynard. |       |
| 39 | Ron Etchison   | 7     | 14 giugno 1969   | 14     | Waterloo, Iowa     | House show | |       |
| 40 | Dick Murdoch   | 3     | 28 giugno 1969   | 49     | Waterloo, Iowa     | House show | |       |
| 41 | Luke Brown     | 1     | 16 agosto 1969   | --     | Waterloo, Iowa     | House show | |       |
| 42 | K.O. Cox       | 1     | ottobre 1969     | --     | --                 | --         | |       |
| 43 | Ron Etchison   | 8     | 28 dicembre 1969 | 48     | Waterloo, Iowa     | House show | |       |
| 44 | Roger Kirby    | 2     | 14 febbraio 1970 | 112    | Waterloo, Iowa     | House show | |       |
| 45 | The Viking     | 2     | 6 giugno 1970    | --     | Waterloo, Iowa     | House show | |       |
| —  | Disattivato    | —     | luglio 1970      | —      | —                  | —          | Il titolo smise di essere promosso, venendo sostituito dal NWA Central States Heavyweight Championship. |       |